# Дякуймо Богу Йсусу Христови
«Дякуймо Богу Йсусу Христови» — покутська колядка. Величальна пісня, в якій оспівуються Ісус Христос, Пречиста Діва і святі. Має християнсько-моральний зміст про потойбічну відплату душі за порушення Закону Божого, зокрема заповідей про заборону неправдивого свідчення і засудження невинного, про шанування батьків і любов до ближнього. 
Зафіксована у селі Чорний Потік, що на Прикарпатті.

## Текст
| Же (рефрен, звучить у кожній строфі) Дякуймо Богу Йсусу Христови, Йсусу Христови, Пречистій Діві, Пречистій Діві та й усім святим. Та й усім святим тим, що на небі. Та й усім старшим тим, що на земли. Ви, господарю, сидіт межи нас. Вийдіт перед нас, сядьте коло нас. Ми вам будемо колядувати, Колядувати, Христу співати, Христу співати, правду казати. Й а в Русалимі богаті люди, Й а в Русалимі будують мости, Будують мости з жовтої трости. Тими мостами Сус Христос ішов, Сус Христос ішов в своїм палаці. Стрітила його Божая Мати. - Та й би нам, синку, тут вечеряти. В’ни вечеряли та й розмовляли. - Нате вам, мамко, від пекла ключі, Повипускайте всі грішні душі. | Лиш одну душу не випускайте, Що тота душа в'на согрішила, Що вона ходила свідком фальшивим, Свідком фальшивим та присягала В'на невинного на кару дала, Волю винному подарувала. Ще й другу душу не випускайте, Бо ж тота душа в'на согрішила, Що не вважала отця та й матір, Що не вважала, словом корила, Словом корила, судом судила. Ще й третю душу не випускайте, Бо ж тота душа в'на согрішила, Що не приймила бідного в свій дім, Що не приймала, не прийоділа, Не прийоділа, не розігріла. Тоті три душі навіки в пеклі, Навіки в пеклі будуть горіти, Будуть горіти в смолах кипіти, Не будуть вони світа видіти. Вам нам здоров'є пане господар, Вам на здоров'є вашій ґаздині! | Дякуймо Богу Йсусу Христови Автентична покутська колядка у супроводі телинки Проблеми з програванням файлу? Див. довідку . |